# Genkai
Genkai (jap. 玄海町 Genkai-chō) – miasto w Japonii, na wyspie Kiusiu, w prefekturze Saga. Według danych na rok 2020 miejscowość zamieszkiwało 5 609 mieszkańców , a gęstość zaludnienia wyniosła 156,2 os./km².